# Mexico International 2017
Die Mexico International 2017 im Badminton fanden vom 20. bis zum 24. September 2017 in Aguascalientes statt.

## Sieger und Platzierte
| Disziplin    | Gold                             | Silber                              | Bronze                                              |
| ------------ | -------------------------------- | ----------------------------------- | --------------------------------------------------- |
| Herreneinzel | Kevin Cordón                     | Anibal Marroquín                    | Job Castillo                                        |
| Herreneinzel | Kevin Cordón                     | Anibal Marroquín                    | Jason Ho-Shue                                       |
| Dameneinzel  | Jennie Gai                       | Isabel Zhong                        | Jamie Hsu                                           |
| Dameneinzel  | Jennie Gai                       | Isabel Zhong                        | Daniela Macías                                      |
| Herrendoppel | Jason Ho-Shue Nyl Yakura         | Job Castillo Lino Muñoz             | Phillip Chew Ryan Chew                              |
| Herrendoppel | Jason Ho-Shue Nyl Yakura         | Job Castillo Lino Muñoz             | Osleni Guerrero Leodannis Martínez                  |
| Damendoppel  | Daniela Macías Dánica Nishimura  | Ariel Lee Sydney Lee                | Haramara Gaitan Sabrina Solis                       |
| Damendoppel  | Daniela Macías Dánica Nishimura  | Ariel Lee Sydney Lee                | Jessica Bautista Vanessa Karmine Villalobos Vazquez |
| Mixed        | Daniel La Torre Dánica Nishimura | Leodannis Martínez Tahimara Oropeza | Mathew Fogarty Isabel Zhong                         |
| Mixed        | Daniel La Torre Dánica Nishimura | Leodannis Martínez Tahimara Oropeza | Jonathan Solís Nikte Sotomayor                      |